# Сисикотт
Сисикотт — персидский, а затем македонский сатрап в Индии в IV веке до н. э.

## Биография
По мнению Дройзена И., основывавшего свои выводы на словах Арриана, владения Сисикотта охватывали относящейся к бактрийской сатрапии часть Индии к северу от реки Кофена. Ф. Шахермайр назвал Сисикотта в одном месте «индийским царём», а в другом «персидским сатрапом в индийской пограничной области».
Когда Бесс захватил власть, отстранив Дария III, Сисикотт присоединился к новому правителю. Однако после захвата Бактрии и поражения «Артаксеркса V» Сисикотт в 328 году до н. э. перешёл на сторону Александра и стал ему преданным советником. По предположению Ф. Шахермайра, тот путь «грубой силы и запугивания» на который встал македонский царь с самого начала Индийского похода, был ему подсказан Сисикоттом и Таксилом.
Когда македоняне овладели имевшей большое стратегическое положение индийской крепостью Аорн, Сисикотт стал её комендантом, а впоследствии, по всей видимости, «сатрапом ассакенов». После убийства восставшими ассакенами правителя Гандхары Никанора Сисикотт сообщил об этом Александру.